# Paolo Micolini
Paolo Micolini (Monfalcone, 2 dicembre 1938 – Cervignano del Friuli, 21 ottobre 2016) è stato un politico italiano.

## Biografia
Esponente della Democrazia Cristiana e poi del Partito Popolare Italiano, fu deputato dal 1986 al 1987 e senatore dal 1987 al 1994.
Ricoprì l'incarico di presidente della Coldiretti dal 1993 al 1997.